# Юнтоловка
Ю́нтоловка — река в исторических районах Ольгино и Конная Лахта Приморского района Санкт-Петербурга. Входит в границы Юнтоловского заказника.

## Название
Оригинальное название реки на финском языке — Junttilanoja (Юнттиланоя). По предположению доктора истории Аксели Кауракарху, был некий одиноко стоящий дом, называвшийся Юнтила, в бывшие угодья которого входила речка, получившая то же название (Юнтти — это народная форма финского имени Йоханнес).

## География
Длина реки составляет 3048 м. Имеет правый приток — ручей Хайзовый длиной 3344 м, впадающий на 2988 м от устья реки. Через мелиоративные каналы болота Лахтинского Юнтоловского заказника соединяется с рекой Каменкой.
Устье — Лахтинский Разлив.
У реки наблюдаются боковые эрозии берегов.